# István Major
István Major (20. května 1949, Budapešť – 5. května 2014) byl maďarský atlet, trojnásobný halový mistr Evropy ve skoku do výšky z let 1971 až 1973. Reprezentoval na olympiádě v Mnichově 1972, kde skončil šestý, a v Montrealu 1976, kde vypadl v kvalifikaci. Na mistrovství Evropy v atletice pod otevřeným nebem obsadil v letech 1971 i 1974 čtvrté místo. Na Univerziádě získal dvě stříbrné medaile v letech 1973 a 1975. Byl členem klubu Honvéd Budapešť a jako první maďarský výškař používal techniku Fosburyho flopu. Čtyřikrát se stal výškařským mistrem Maďarska venku a dvakrát v hale. Jeho osobní rekord byl 224 centimetrů. Reprezentoval Maďarsko na 41 akcích a desetkrát překonal národní rekord.
Od roku 1983 žil v Kanadě a pracoval jako trenér atletů York University. V roce 1990 se stal veteránským mistrem Evropy, když vytvořil výkonem 207 cm kontinentální rekord v kategorii nad čtyřicet let. Jeho syn Nimród Major byl také výškařem.